# Баранец (растение)
Баране́ц (лат. Hupérzia) — род вечнозелёных многолетних растений семейства Плауновые (Lycopodiaceae) (согласно другой классификации, принадлежит семейству Баранцовые (Huperziaceae), распространённых преимущественно в лесных зонах Северного полушария.
Название рода Huperzia дано в честь немецкого ботаника Иоганна Хуперца (швед. Johann Peter Huperz; 1771—1816).

## Ботаническое описание

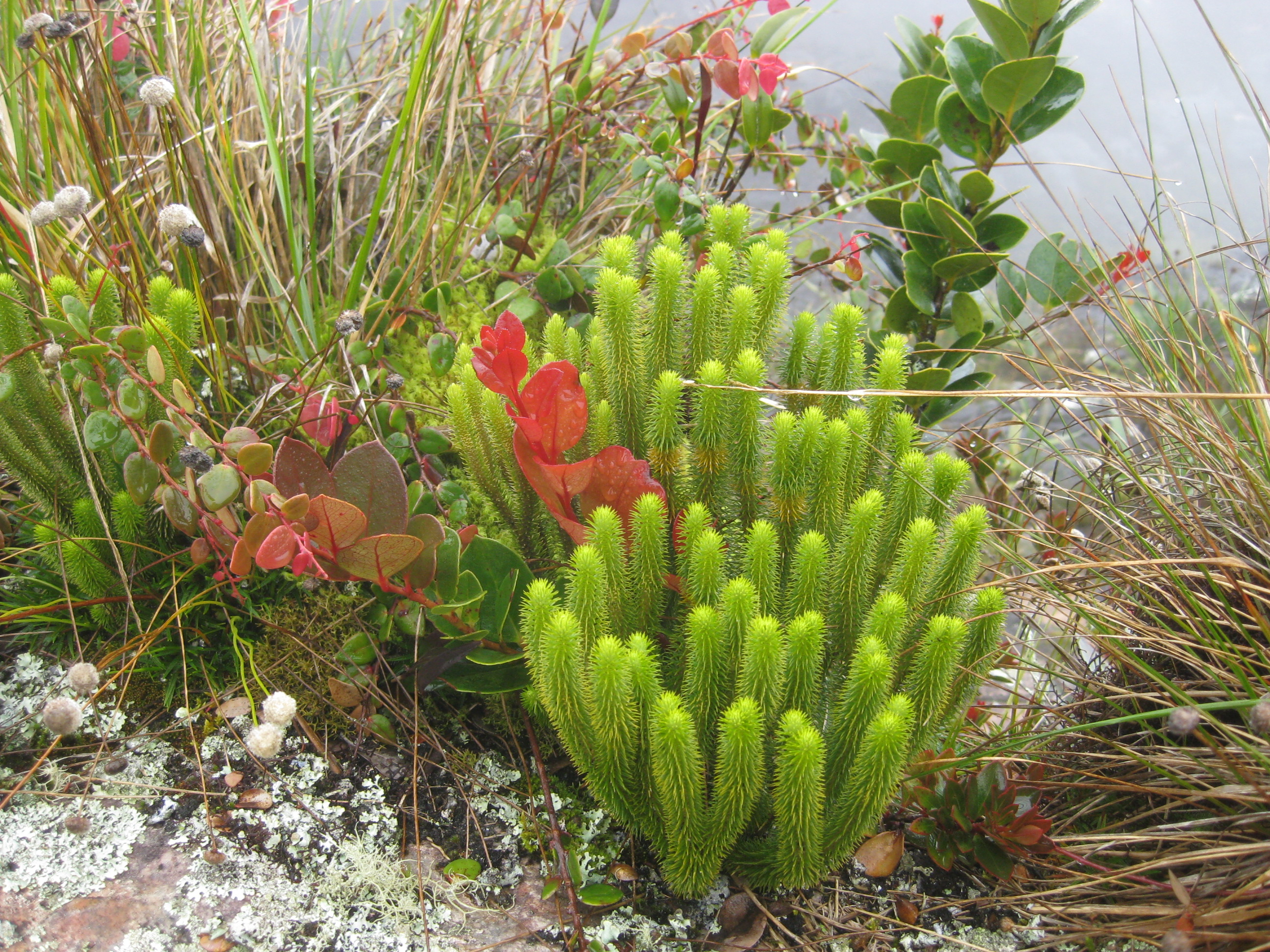
Huperzia sp. на горе Рораима, Венесуэла

Побеги однотипные, ортотропные, но полегающие. У некоторых форм время от времени на побеге образуются карликовые дочерние веточки, служащие вегетативными диаспорами.
Листья (филлоиды) очерёдные, простые, с одной жилкой, доходящей до кончика листа, амфистомные. Мезофил представлен гомогенной хлоренхимой.
У представителей рода Баранец, как у дрепанофикусовых, на побеге образуются спороносные зоны.
Отличается от видов рода Плаун главным образом тем, что спорангии расположены в пазухах зелёных листьев на неспециализированных побегах.

## Распространение и среда обитания
Растение распространено в основном в лесных зонах Северного полушария.

## Хозяйственное значение
Все виды в большей или меньшей степени ядовиты для человека.

## Виды
Род включает более 250 видов.
Некоторые виды умеренной зоны
- Huperzia appressa Á.Löve & D.Löve — Баранец прижатый
- Huperzia arctica Sipliv. — Баранец арктический
- Huperzia petrovii Sipliv. — Баранец Петрова
- Huperzia chinensis (H.Christ) Ching — Баранец китайский
- Huperzia selago (L.) Bernh. ex Schrank & Mart. typus[4] — Баранец обыкновенный
- Huperzia serrata (Thunb.) Rothm. — Баранец пильчатый